# Jack Nance
Marvin John (Jack) Nance (Boston, 21 december 1943 – South Pasadena, 30 december 1996) was een Amerikaans acteur. Hij werkte tijdens zijn carrière vaak samen met regisseur David Lynch. Nance had de hoofdrol in diens film Eraserhead en een belangrijke bijrol in de televisieserie Twin Peaks.

## Biografie
Nance reisde in de jaren zestig door de Verenigde Staten met een kindertheater. Later trad hij op met het American Conservatory Theater in San Francisco. Begin jaren zeventig ontmoette hij David Lynch, die hem castte voor de hoofdrol in zijn film Eraserhead. De avant-gardefilm zou in zes weken gefilmd worden. Uiteindelijk kostte het echter vijf jaar voordat de productie in 1977 afgerond werd. Nance speelde hierna in verschillende cult- en budgetfilms, zoals Ghoulies. Ook had hij rollen in de films Dune, Wild at Heart en Blue Velvet van Lynch.
In 1989 leidde de vriendschap met Lynch tot de rol van Pete Martell in de televisieserie Twin Peaks. In de openingsscène vindt hij het lijk van Laura Palmer en spreekt hij de eerste woorden in de serie: "She's dead. Wrapped in plastic." Ook in Twin Peaks: Fire Walk with Me vertolkte hij de rol van Martell, maar de opgenomen scènes met Nance werden niet gebruikt in de uiteindelijke versie. Na Twin Peaks was hij te zien in uiteenlopende films, waaronder Meatballs 4 uit 1992 en Lost Highway van Lynch uit 1997. Nance was enkele maanden voor de première van die laatste film onder raadselachtige omstandigheden overleden. Op 30 december 1996, kort na zijn 53e verjaardag, werd hij door een kennis dood aangetroffen in zijn woning. Doodsoorzaak was een subduraal hematoom, veroorzaakt door verwondingen aan het hoofd. Op de dag voor zijn overlijden had Nance aan vrienden verteld dat een zichtbare wond onder het oog het gevolg was van een vechtpartij op 28 december. Onduidelijk is of de vechtpartij ooit heeft plaatsgevonden en of het de oorzaak is geweest van zijn dood. De politie onderzocht de zaak als moord, maar een verdachte werd later vrijgesproken.

## Persoonlijk
Nance was van 1968 tot 1976 getrouwd met actrice Catherine E. Coulson, die in Twin Peaks de rol van The Log Lady had. In juni 1991 trouwde hij met Kelly Jean Van Dyke, die vijf maanden later zelfmoord pleegde, nadat Nance het huwelijk wegens haar drugsgebruik wilde beëindigen. Van Dyke, een nichtje van acteur Dick Van Dyke, speelde onder de naam Nancy Kelly in verschillende pornofilms.
Nance was een alcoholist. In de periode na Eraserhead begon hij met drinken. Ten tijde van Blue Velvet zorgde zijn goede vriend Dennis Hopper ervoor dat hij in een ontwenningskliniek werd opgenomen. Nance wist vervolgens lange tijd de alcohol te weerstaan, tot ongeveer twee jaar na de dood van zijn tweede vrouw. Na zijn overlijden werd een alcoholpromillage van 2,4 gemeten en werd geconstateerd dat zijn lever behoorlijke schade had.